# Idaea deversata
Idaea deversata là một loài bướm đêm trong họ Geometridae.